# Xload

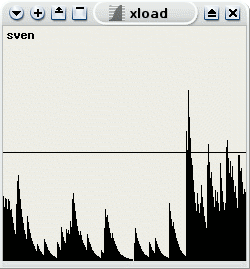
A picture of the xload.

xload是Unix平台上的GUI應用程式，可用來觀察目前host工作負載。預設每10秒更新一次，可自行設定。

## 更多行為

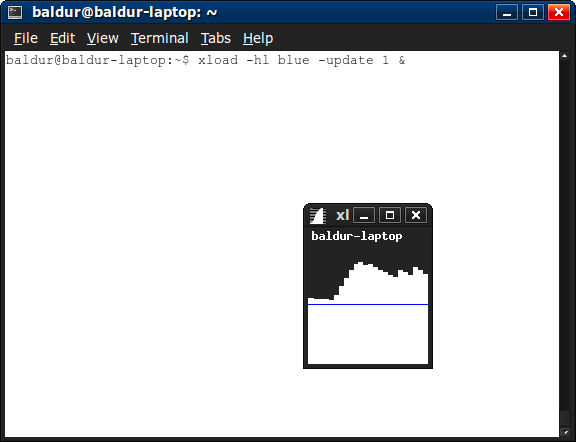
xload 執行於GNOME

想要改變伸縮線（scale line）的顏色，請選 -hl 或 -highligh（可交互使用），接下來選定自己的顏色。命令如下：
```
xload -hl blue
```

如此一來伸縮線變成藍色，或是如下指令：
```
xload -highlight pink 
```

伸縮線會變成粉紅色.

## 外部連結
- The main page for xload （页面存档备份，存于）